# Anthien
Anthien ist eine französische Gemeinde mit 168 Einwohnern (Stand: 1. Januar 2022) im Département Nièvre in der Region Bourgogne-Franche-Comté. Sie gehört zum Arrondissement Clamecy und zum Kanton Corbigny.

## Geographie
Anthien liegt etwa 56 Kilometer südsüdöstlich von Auxerre. Umgeben wird Anthien von den Nachbargemeinden von Moissy-Moulinot im Nordwesten und Norden, Neuffontaines im Norden und Nordosten, Pouques-Lormes im Nordosten und Osten, Magny-Lormes im Südosten, Corbigny im Süden und Südwesten sowie Ruages im Westen.

## Bevölkerungsentwicklung
| Jahr                       | 1962 | 1968 | 1975 | 1982 | 1990 | 1999 | 2006 | 2011 | 2019 |
| Einwohner                  | 278  | 260  | 252  | 232  | 211  | 168  | 179  | 169  | 169  |
| Quellen: Cassini und INSEE |      |      |      |      |      |      |      |      |      |

## Sehenswürdigkeiten
- Kirche Saint-Laurent aus dem 16. Jahrhundert
- Schloss Villemolin aus dem 14. Jahrhundert, spätere Umbauten, seit 1978 Monument historique

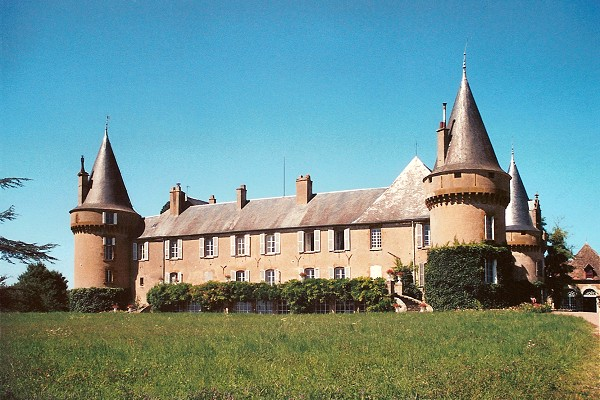
Schloss Villemolin